# Glenea indiana
Glenea indiana är en skalbaggsart som först beskrevs av Thomson 1857. Glenea indiana ingår i släktet Glenea och familjen långhorningar.
Artens utbredningsområde är:
- Laos.
- Myanmar.
- Nepal.

Inga underarter finns listade i Catalogue of Life.